# William Conant Church
William Conant Church, född 1836 och död 1917, var en amerikansk författare och journalist.
Church deltog med utmärkelse i nordamerikanska inbördeskriget, stod John Ericsson nära och utgav grundval av dennes efter lämnade papper The life of John Ericsson (2 band, 1891, ny upplaga 1892).